# 林隆三
林 隆三（はやし りゅうぞう、1943年9月29日 - 2014年6月4日）は、日本の俳優及びナレーター。女優の青木一子は元妻。女優・声優の林真里花は長女、元俳優の林征生は長男。元自民党参議院議員・元山形県金山町長の岸宏一は従兄弟。東京都新宿区四谷生まれ。

## 来歴・人物
1961年に立教高等学校（現・立教新座高等学校）中退後、1963年俳優座の俳優養成所に入り（第15期生）、1966年卒業。「三期会（現・東京演劇アンサンブル）」を経て、何本か端役でテレビドラマに出演した後、1970年に木下恵介・人間の歌シリーズ『俄』（TBS）に初主演。平賀源内の青春時代を描いた『天下御免』のヒットにより人気を得る。1974年には映画『妹』（藤田敏八監督）で秋吉久美子と共演し、その演技は注目を集める。1977年、津軽三味線の名手である高橋竹山の若き日を描いた『竹山ひとり旅』に、新藤兼人監督に請われて主演。その鬼気迫る演技で第1回日本アカデミー賞で主演男優賞を受賞。
その後も『噂の刑事トミーとマツ』（TBS）『ザ・ハングマン』（ABC）などに出演。1985年に放送された、ビートたけしの少年時代を描いたテレビドラマ『たけしくんハイ!』（NHK総合）では、酒浸りで破天荒かつ温情な、たけし（小磯勝弥）の父親役を演じたのも話題になった。
5歳から6年間、仙台市で暮らしたことがあり、2011年の東日本大震災後は復興支援活動にも積極的に参加している。前年に宮城・石巻市でロケを行い、撮影では現地のエキストラの協力の下、完成させた映画「エクレール・お菓子放浪記」の公開にあたって、ギャラを全額、同市復興のために寄付した。
2014年5月上旬には仕事とライブ用の衣装買い付けのためにニューヨークに渡航し、周囲に出演予定の時代劇への意欲を語るなど精力的だったという。5月28日、東京都目黒区内のライブハウスで開かれたコンサートで2時間半、17曲の演奏を終え、ライブハウスを出た直後に倒れ、病院へ搬送。復帰を目指していたが容体が悪化、同年6月4日朝、腎不全のため都内の病院で死去。70歳没。
7日に都内の斎場で通夜、8日に葬儀・告別式が営まれた。生前、林は「俳優林隆三としてプライベートのことは控え、終えたい」と話し、通夜・葬儀も近親者だけの予定だったが、葬儀には俳優座養成所同期の小野武彦や、高橋長英、秋野太作、歌舞伎俳優の片岡仁左衛門らが参列した。遺作は医師・柴田相庵役を務めたNHK木曜時代劇『吉原裏同心』。

## エピソード
- 俳優活動と並行して、2001年から宮沢賢治作品の朗読公演を精力的に行っていた。
- 5歳からの6年間を仙台で過ごした。その頃、両親の出身地の山形県をひとりで旅したことがある。幼少年期を東北で過ごした体験が、宮沢賢治の朗読公演をライフワークとする原点となっている。
- 3歳から習い始めたというピアノはプロ級の腕前で、コンサートを開いたり、TVの音楽番組などで腕前を披露していた。亡くなる直前にもコンサートを開いていた。
- 関口宏は立教高校の同級生。

## 出演

### テレビドラマ
- これが青春だ 第17話「くたばれ進学コース!!」（1966年、日本テレビ）- 秋山
- 東芝日曜劇場 女と味噌汁その9（1968年、TBS）
- ポーラテレビ小説 三人の母（1968年 - 1969年、TBS）- 池田
- 木下恵介アワー あしたからの恋（1970年、TBS）- 谷口修一
- 木下恵介・人間の歌シリーズ 俄－浪華遊侠伝（1970年、TBS）- 明石屋万吉
- お荷物小荷物（1970年＝沖縄編 / 1971年＝カムイ編、朝日放送）- 滝沢礼
- ザ・ガードマン 第312話「女と男のズッコケ自動車レース」（1971年、TBS）- 風太郎
- 天下御免（1971年 - 1972年、NHK総合）- 小野右京之介
- 恋愛術入門 第19話「出番ですよ十八才」（1971年2月28日、TBS） - 時雨清吉
- 時間ですよ（1971年、TBS）（第40回）- 秋山不二夫
- おやじ山脈（1972年 - 1973年、TBS）- 愛甲良介
- パパと呼ばないで 第32話「運命は皮肉」（1973年、日本テレビ）- 柳沢
- おさななじみ（1973年7月6日〜1973年10月26日・放送時間-20:00-20:55、TBS）
- それぞれの秋（1973年、TBS）- 新島茂
- 必殺シリーズ（朝日放送）
  - 必殺仕掛人 第28話「地獄へ送れ狂った血」（1973年）- 源次郎
  - 必殺仕置人 第4話「人間のクズやお払い」（1973年）- 弥七
  - 必殺必中仕事屋稼業（1975年）- 侍くずれの政吉
- 大河ドラマ（NHK総合）
  - 国盗り物語（1973年）- 雑賀孫市
  - 黄金の日日（1978年）- 今井宗薫
  - 翔ぶが如く（1990年）- 勝海舟
  - 信長 KING OF ZIPANGU（1992年）- 織田信秀
  - 炎立つ（1993年）- 藤原基成
  - 徳川慶喜（1998年）- 松平慶永
  - 葵 徳川三代（2000年）- 土井利勝
  - 利家とまつ〜加賀百万石物語〜（2002年）- 今井宗久
- 新選組 第3話「沖田総司を狙う刺客たち」（1973年、フジテレビ）- 三浦大次郎
- 華麗なる一族（1974年 - 1975年、毎日放送）- 万俵銀平
- 帽子とひまわり（1974年、NHK総合）- 磯島洋
- 逢えるかも知れない（1976年、フジテレビ）- 紺野史郎
- 土曜ドラマ（NHK総合）
  - 松本清張シリーズ『たずね人』（1977年）- 綾村省三
  - 新十津川物語（1991年） - 前田恭之助
  - 女たちの帝国（1997年） - 緒形喬
- 銀河テレビ小説（NHK総合）
  - 凍河 （1976年）
  - 夏草の輝き（1977年）- 香川要助
  - たけしくん、ハイ!（1985年）- 西野竹次郎
  - 続・たけしくん、ハイ!（1986年）- 西野竹次郎
- 森村誠一シリーズ「人間の証明」（1978年、毎日放送）- 棟居刑事
- 森村誠一シリーズⅡ「野性の証明」（1979年、毎日放送）- 味沢岳史
- ドラマ人間模様（NHK総合） 
  - サイゴンから来た妻と娘（1979年）- 紺藤記者
  - 夢千代日記（1981年）- 山根刑事[5]
  - いま、村は大ゆれ（1984年） - 坂元農夫也
- 噂の刑事トミーとマツ（1979年 - 1980年、TBS / 大映テレビ）- 御崎徹捜査課長
- なさけ坂旅館（1980年、朝日放送）- 伊達正清
- ザ・ハングマン（1980年 - 1981年、朝日放送）- ブラック（都築俊也）
- 小児病棟 〜カネボウヒューマンスペシャル(1)〜（1980年12月3日、日本テレビ） - 西牧
- 西武スペシャル『隣りの女 現代西鶴物語』（1981年5月1日、TBS） - 時沢集太郎
- ちょっと神様（1982年、TBS）- 玉木尚徳
- 土曜ワイド劇場（テレビ朝日）
  - 死者の木霊（1982年）- 竹村岩男
  - 北海道婚約旅行殺人事件（1985年） - 瓜生慎
  - 渓流釣りシリーズ（1986年 - 1992年） - 釣部渓三郎
  - 家政婦は見た!20（2002年）- 水野文造
- 火曜サスペンス劇場（日本テレビ）
  - 松本清張の交通事故死亡1名（1982年）※主演 - タクシー運転手・小山田晃
  - 松本清張作家活動40年記念SP・ゼロの焦点（1991年）- 北村警部補
  - 1998年殺人捜査（1998年）- 中西浩三
  - 『指名手配』2 人口42万7千人長崎市､潜入捜査中焼死した先輩が生きている？内密に探し出せ!（1999年8月17日）- 飯塚史郎（千鶴の上司）
  - 地方記者・立花陽介18（2002年）- 阿久津康彦
  - 松本清張スペシャル・一年半待て（2002年）- 高森浩介
  - 警視庁鑑識班（2005年）- 田原誠一
- 若き血に燃ゆる〜福沢諭吉と明治の群像（1984年、テレビ東京）- 勝海舟
- 真夜中の匂い（1984年、フジテレビ）- 木山祐作
- 北海道婚約旅行殺人事件（1985年、朝日放送）- 瓜生慎
- 痛快!婦警候補生やるっきゃないモン!（1987年、テレビ朝日）- 多摩警察学校教官・宮崎靖史
- あなたもスターになりますか（1987年、TBS）- 板東和彦
- あまえないでヨ!（1987年、フジテレビ）- 星野邦彦
- 春の砂漠（1988年、日本テレビ）- 楯俵介
- ヘイ!あがり一丁（1989年、フジテレビ）- 朝倉鉄太郎
- 月曜・女のサスペンス「笛吹けば人が死ぬ」（1989年4月、テレビ東京）
- さよなら李香蘭（1989年、フジテレビ）- 川喜多長政
- 海に消えた女（1989年9月8日、フジテレビ）- 矢沢
- 女と男の忠臣蔵 第1回「討入りそば屋の一番手柄 無辺流畳返し!!」（1989年、テレビ朝日）- 俵星玄蕃
- 源義経（1990年、TBS）- 源頼朝
- 函館のおんな（1990年1月9日、朝日放送）- 三枝まさき
- 誘惑（1990年、TBS）- 藤家芳行
- 世にも奇妙な物語（フジテレビ）
  - 「視線の町」（1991年）- 西原有二
  - 「戦争はなかった」（1991年）- 紺野和夫
  - 「最期の喫煙者」（1995年）- 穴井龍之介
  - 「さとるの化物」（2000年）- 紳士
- 悪魔のささやき　まぼろしの夏殺人事件（1991年、フジテレビ）- 一条隼人
- ドラマ新銀河（NHK総合）
  - 帰ってきちゃった（1993年） - 桐生
  - おんなは全力疾走!（1997年） - 石原裕一
- 森蘭丸〜戦国を駆け抜けた若獅子〜（1993年、テレビ愛知）- 織田信長
- 月曜ドラマスペシャル 小児外科病棟・あしたまたね！（TBS、1993年5月31日）- 小児外科教授・高樹
- ドク（1996年、フジテレビ）- 長瀬達典
- 智子と知子（1997年、TBS）- 橘知之
- イヴ（1997年、フジテレビ）- 藤原公章
- 家政婦は見た! 木曜ドラマ版 第10話「秋子 江戸前寿司屋の後妻に…」（1997年、テレビ朝日）- 山口寛司
- 天保義民伝・土に生きる （1999年、テレビ東京）- 土川平兵衛
- 百年の物語 第1夜「大正編・愛と憎しみの嵐」（2000年、TBS）- 戸倉直道
- 藤沢周平の人情しぐれ町（2001年）- 政右衛門
- ゆうれい、貸します〜お染・恋の七変化〜 第1話（2003年、NHK総合） - 嘉平
- めだか（2004年、フジテレビ）- 森村正治
- 新幹線をつくった男たち（2004年、テレビ東京）- 大石重成
- 離婚弁護士（2004年、フジテレビ）- 加々美五郎
- 月曜ゴールデン（TBS）
  - 浅見光彦シリーズ 「長崎殺人事件」（2004年4月12日、TBS）- 松波公一郎
  - そうか、もう君はいないのか（2009年） - 杉浦政之亟
- 慶次郎縁側日記（2004年 - 2006年、NHK） - 神山左門
- 水戸黄門（TBS）
  - 第34部 第12話「風の鬼若怒りの秘剣 -蝦夷-」（2005年）- 島村湧水
  - 第36部 第6話「印籠の故郷守る師弟愛 -輪島-」（2006年）- 若月泰山
- 天下騒乱〜徳川三代の陰謀（2006年、テレビ東京）- 河合甚左衛門
- 恋する日曜日 ニュータイプ（2006年、BS-i）
- 八州廻り桑山十兵衛〜捕物控ぶらり旅 第5話「十と一つの花嫁様…心中の罠と人斬り浪人との対決」（2007年、テレビ朝日） - 田宮伊賀
- 相棒 Season 6 第19話「黙示録」（2008年3月、テレビ朝日）
- Around40〜注文の多いオンナたち〜（2008年4月-6月、TBS）- 緒方友康
- チーム・バチスタシリーズ（関西テレビ）- 高階権太 
  - チーム・バチスタの栄光（2008年10月-12月）
  - チーム・バチスタ第2弾 ナイチンゲールの沈黙（2009年10月9日）
  - チーム・バチスタ2 ジェネラル・ルージュの凱旋（2010年4月 - 6月）
  - チーム・バチスタ3 アリアドネの弾丸（2011年7月12日・9月20日）
  - チーム・バチスタ4 螺鈿迷宮（2014年1月 - 3月）
- 月曜ゴールデン ヤメ判 新堂謙介 殺しの事件簿（2011年4月4日、TBS）- 丸島喬
- 港町相撲ボーイズ（2011年12月16日、NHK富山）- 魚地洋輔
- 父の花、咲く春〜岐阜・長良川幇間物語〜（2013年4月3日、NHK BSプレミアム）- 山藤正太郎
- 金曜プレステージ 警部補・佐々木丈太郎6（2013年10月25日、フジテレビ）- 佐藤夏彦
- 金曜プレステージ 剣客商売〜剣の誓約〜（2013年12月27日、フジテレビ）- 嶋岡礼蔵
- ダークシステム 恋の王座決定戦（2014年1月-3月、TBS）- 白石鉄山
- 吉原裏同心（2014年6月-9月、NHK総合）- 柴田相庵  ※遺作

### テレビバラエティ
- ワリと普通の家族（1992年、テレビ朝日）

### 映画
- 裸の十九才　(1970年、近代映画協会) - 小柳中学校校歌　歌唱
- 妹（1974年、日活）- 小島秋夫
- 竹山ひとり旅（1977年、近代映画協会）- 高橋竹山
- 日本の仁義（1977年、東映）- 関則夫
- 火の鳥（1978年、東宝）- グズリ
- 地獄（1979年、東映）- 生形幸男
- 積木くずし（1983年、東宝）- 竹田潔
- 友よ、静かに瞑れ（1985年、東映）- 坂口隆一
- 早春物語（1985年、東宝）- 梶川真二
- 悪人専用（1990年、東映ビデオ）- ユスリ屋・橋田  ※Vシネマ
- 三たびの海峡（1995年、松竹）- 佐藤時郎
- 霧の子午線（1996年、東映）- 淡路新一郎
- プロゴルファー織部金次郎4 シャンクシャンクシャンク（1996年、東映）- 阿部礼児
- 時雨の記（1998年、東映）- 庄田
- 郡上一揆（2000年、『郡上一揆』製作委員会）- 四郎左衛門
- 解夏（2004年、東宝）- 朝村健吉
- 草の乱（2004年、『草の乱』製作委員会）- 困民軍総理・田代栄助
- 男たちの大和/YAMATO（2005年、東映）- 草鹿龍之介
- 魂萌え!（2007年、シネカノン）
- 北辰斜にさすところ（2007年、東京テアトル）
- ホームカミング（2011年3月12日公開）
- エクレール・お菓子放浪記（2011年5月21日公開）
- グスコーブドリの伝記（2012年、ワーナー・ブラザース）- ナドリ 役（声の出演）

### 舞台
- ヴェット・ロック
- おんなごろし油の地獄
- リヤ王
- タグボート
- ノーストリングス
- マック・ザ・ナイフ
- どん底
- ファンタスティックス
- 超面白・スーパー時代劇ミュージカル 天下御免（1989年8月、新橋演舞場）- 平賀源内 役
- 東京タワー 〜オカンとボクと、時々、オトン〜
- エネミイ（2010年7月、新国立劇場）- 瀬川 役
- 阿修羅のごとく（2013年1月11日～29日）

### ナレーション
- 京大アメリカンフットボール部誕生秘話 君に涙は似合わない（1988年、朝日放送）
- 世界ふれあい街歩き（NHK総合・BS2）
- 神々の詩（1997年、TBS)

### テレビアニメ
- アガサ・クリスティーの名探偵ポワロとマープル（2004年、NHK総合）- スペンロー

### ラジオ
- わが人生に乾杯!（2011年2月3日　NHKラジオ第1放送）
- クラシックものがたり（NHK-FM）
- あなたと旅と音楽と（1972年　TBSラジオ）
- 夢のひととき（エフエム東京）

### ラジオドラマ
- 夏が来れば思い出す（1986年8月16日、NHK-FM放送 FMシアター） - 暁

### CM
- シャープ オーブンレンジ「とっておキー」（1980年）
- 井村屋「あずきバー」

### その他
- 趣味悠々「国府弘子の今日からあなたもジャズピアニスト」（2008年、NHK教育）
- プレミアム8「コメ食う人々」第2回（2009年、NHK-BShi）
- いい旅・夢気分SP(2009年10月7日・2010年1月5日、テレビ東京)
- 土曜スペシャル（2010年9月18日、テレビ東京）- 娘の林真里花とともに秋田駒ヶ岳を旅する。
- スタジオパークからこんにちは（2011年5月19日、NHK総合）
- にじいろジーン（2013年12月7日、関西テレビ）
- ENEOS（CM出演）

## ディスコグラフィー

### シングル
1. 川はいいな（1972.3）
作詞：早坂暁／作曲：山本直純／編曲：山本直純
（c/w　船出の歌）
  - 山口崇・津坂匡章と共に三人で歌唱。
2. 月は東に日は西に（1972.7）
作詞：早坂曉／作曲：山本直純／編曲：山本直純
（c/w　友よ!目をさませ）
  - 山口崇・津坂匡章と共に三人で歌唱。

### オリジナル・アルバム
1. ピアノ・マン（1985）
2. 幸せのクリスマス（1989）
  - 島田祐子とデュエット・アルバム。